# Knud Erik Jensen
Knud Erik Jensen är en dansk lantbrukare och företagsledare.
Han var ledamot i styrelsen för det danska mejerikooperativet Mejeriselskabet Danmark/MD Foods mellan 1981 och 2000, från 1994 var han också styrelseordförande, när MD fusionerades med det svenska Arla ek. för. Eftersom MD:s VD Jens Bigum fortsatte på posten som VD för det nya kombinerade företaget Arla Foods, då beslöt man att utse svensken Lars Lamberg till styrelseordförande medan Jensen blev vice styrelseordförande. 2003 gick Lamberg i pension och Jensen blev efterträdaren. Fyra år senare gjorde Jensen det också och blev efterträdd av en annan dansk, Ove Møberg.